# Cocytia chlorosoma
Cocytia chlorosoma är en fjärilsart som beskrevs av Butler 1875. Cocytia chlorosoma ingår i släktet Cocytia och familjen nattflyn. Inga underarter finns listade i Catalogue of Life.